# 九三式単発軽爆撃機

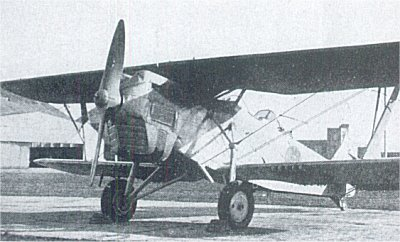
九三式単発軽爆撃機

九三式単発軽爆撃機（きゅうさんしきたんぱつけいばくげきき）は、第二次世界大戦前の日本陸軍の爆撃機。計画番号はキ3。設計・製造は川崎造船所飛行機工場（後の川崎航空機工業）。同じ年に採用された三菱製の九三式双発軽爆撃機（キ2）と区別するため、単発（または単）軽爆撃機と呼ばれた。

## 概要
日本陸軍は、昭和7年（1932年）に川崎に対して運動性の優れた軽爆撃機の試作を指示した。川崎ではドイツ人リヒャルト・フォークト技師が指導し土井武夫技師を設計主務者として、以前にフォークトが設計した高速連絡偵察機KDA-6を基に開発を進め、昭和8年に試作第1号機（KDA-7）を完成させた。BMW社製の水冷エンジンを搭載した複葉単発機で、機体構造等は九二式戦闘機とよく似ていた。審査の結果九三式双発軽爆撃機と同時に制式採用となったが、速度や運動性能は優れていたもののエンジンの過給器を中心とした故障の多い点が問題点としてあげられていた。
昭和9年1月から量産が開始され主に中国大陸方面に配備されて爆撃や偵察任務に使用されたが、エンジン関係のトラブルが多発し整備にも手間がかかるため稼働率は低く、現場での評判は芳しくなかった。そのため、生産は昭和10年3月に打ち切りとなってしまった。生産は川崎の他に石川島飛行機でも行われ、全部で243機生産された。

## 諸元
- 全長：10.00 m
- 全幅：13.00 m
- 全高：3.00 m
- 主翼面積：38.0m2
- 自重：1,650 kg
- 全備重量：3,100 kg
- エンジン：ベ式七〇〇馬力発動機（BMW-9II） 水冷V型12気筒エンジン 公称700hp × 1
- 最大速度：260 km/h
- 航続距離：
- 実用上昇限度：7,000 m
- 乗員：2 名
- 武装：
  - 7.7 mm機銃×2～3
  - 爆弾 最大500 kg